# Kunje
Kunje (cyr. Куње) – wieś w Czarnogórze, w gminie Bar. W 2011 roku liczyła 424 mieszkańców.